# خيرمان روجاس غاليغو
خيرمان روجاس غاليغو (بالإسبانية: Germán Rojas Gallego)‏ هو لاعب كرة قدم إسباني في مركز الدفاع، ولد في 10 أبريل 1979 في ليبي في إسبانيا. لعب مع أتلتيكو مدريد ب وإشبيلية أتلتيكو ونادي أليكانتي ونادي إشبيلية ونادي بطليوس ونادي سبتة ونادي قرطبة.

## وصلات خارجية
- خيرمان روجاس غاليغو على موقع قاعدة بيانات كرة القدم.إي يو (الإنجليزية)
- خيرمان روجاس غاليغو على موقع Soccerway.com (الإنجليزية)